# .am
.am — в Інтернеті, національний домен верхнього рівня (ccTLD) для Вірменії.

## Домени 2-го та 3-го рівнів
В цьому національному домені нараховується близько 2,920,000 вебсторінок (станом на січень 2009 року).
У наш час використовуються та приймають реєстрації доменів 3-го рівня такі доменні суфікси (відповідно, існують такі домени 2-го рівня):
| Суфікс  | Регламентовані користувачі                                            |
| ------- | --------------------------------------------------------------------- |
| .gov.am | Державні та урядові установи                                          |
| .web.am | вебмайданчики                                                         |
| .mil.am | Військові організації                                                 |
| .org.am | Неприбуткові, неурядові організації                                   |
| .edu.am | Наукові та дослідницькі установи, коледжі, університети або інститути |
| .i.am   | will.i.am                                                             |